# IC 1324
IC 1324 је лентикуларна галаксија у сазвјежђу Јарац која се налази на листи објеката дубоког неба у Индекс каталогу.
Деклинација објекта је - 9° 3' 20" а ректасцензија 20h 32m 12,2s. Привидна величина (магнитуда) објекта IC 1324 износи 13,5 а фотографска магнитуда 14,4. IC 1324 је још познат и под ознакама MCG -2-52-12, NPM1G -09.0610, PGC 64906.